# لدائن مدعمة بألياف

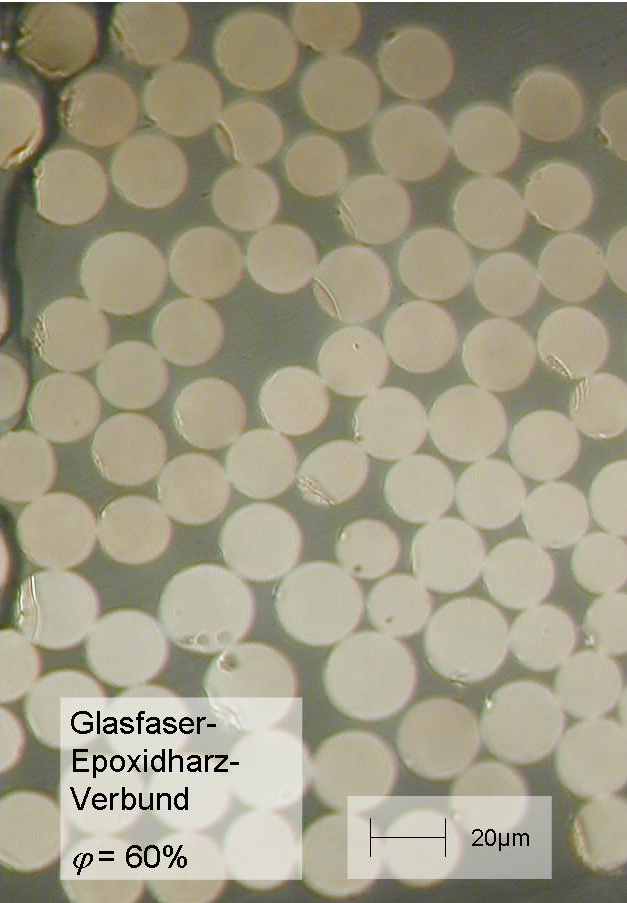

اللدائن المدعّمة بألياف (أو البوليمير المدعم بألياف) مادة مركبة مصنوعة من شبكة بوليميرية مدعّمة بألياف، والتي تكون عادة مصنوعة من الزجاج أو الكربون أو الأراميد أو البازلت. أما البوليمير فهو عادة إما من الإيبوكسي أو إستر الفاينيل Vinyl ester أو متعدد الإستر (البوليستر) الصلب حرارياً بالإضافة إلى راتنج فينول فورمالدهيد phenol formaldehyde resin.
يساهم إدخال الليف في الشكبة البوليميرية في تحسين خواص البوليمير، ويقال عن حدوث تدعيم للشبكة عندما يكون للمادة المركبة النهائية خواص في القوة والمرونة تفوق التي للبوليمير وحده. يعتمد مدى القوة والمرونة التي تتحسن عند تدعيم البوليمير بألياف على الخواص الميكانيكية لكل من الليف الداعم والأساس من الشبكة البوليميرية، بالإضافة إلى نسبة حجميهما إلى بعض، وكذلك على طول الليف، وكيفية توجيهه داخل الشبكة البوليميرية.
تستخدم اللدائن المدعّمة بألياف في العديد من التطبيقات في مجال معدات الفضاء وصناعة السيارات وفي التجهيزات الهندسية والعسكرية.

## اقرأ أيضاً
- لدائن مدعمة بألياف زجاجية
- بوليمر مدعم بألياف الكربون